# Liste der Kulturdenkmäler in Büdlich
In der Liste der Kulturdenkmäler in Büdlich sind alle Kulturdenkmäler der rheinland-pfälzischen Ortsgemeinde Büdlich aufgeführt. Grundlage ist die Denkmalliste des Landes Rheinland-Pfalz (Stand: 10. August 2023).

## Einzeldenkmäler
| Bezeichnung                        | Lage                                     | Baujahr                            | Beschreibung                                                                                 | Bild                           |
| ---------------------------------- | ---------------------------------------- | ---------------------------------- | -------------------------------------------------------------------------------------------- | ------------------------------ |
| Katholische Pfarrkirche St. Agatha | Kirchgasse 9 Lage                        | zweite Hälfte des 15. Jahrhunderts | spätgotischer Chor, zweite Hälfte des 15. Jahrhunderts, neugotische Bruchsteinhalle, 1894/95 | weitere Bilder Fotos hochladen |
| Hinkelstein                        | nördlich des Ortes nahe der K 138 Lage   |                                    | Menhir                                                                                       | weitere Bilder Fotos hochladen |
| Wegekapelle                        | nordwestlich des Ortes an der L 148 Lage | spätes 19. Jahrhundert             | Putzbau mit reicher Ausmalung, wohl aus dem späten 19. Jahrhundert                           | Fotos hochladen                |